# Monroeville (Pennsilvània)
Monroeville és una població dels Estats Units a l'estat de Pennsilvània. Segons el cens del 2000 tenia 29.349 habitants.

## Demografia
Segons el cens del 2000, Monroeville tenia 29.349 habitants, 12.376 habitatges, i 8.044 famílies. La densitat de població era de 572,6 habitants/km².
Dels 12.376 habitatges en un 25,8% hi vivien nens de menys de 18 anys, en un 52,7% hi vivien parelles casades, en un 9,7% dones solteres, i en un 35% no eren unitats familiars. En el 30,8% dels habitatges hi vivien persones soles el 12,1% de les quals corresponia a persones de 65 anys o més que vivien soles. El nombre mitjà de persones vivint en cada habitatge era de 2,3 i el nombre mitjà de persones que vivien en cada família era de 2,89.
Per edats la població es repartia de la següent manera: un 20,4% tenia menys de 18 anys, un 6,2% entre 18 i 24, un 27,4% entre 25 i 44, un 25,8% de 45 a 60 i un 20,3% 65 anys o més.
L'edat mediana era de 43 anys. Per cada 100 dones de 18 o més anys hi havia 84,8 homes.
La renda mediana per habitatge era de 44.653 $ i la renda mediana per família de 53.474 $. Els homes tenien una renda mediana de 41.100 $ mentre que les dones 30.232 $. La renda per capita de la població era de 24.031 $. Entorn del 4,9% de les famílies i el 6,6% de la població estaven per davall del llindar de pobresa.

## Poblacions més properes
El següent diagrama mostra les poblacions més properes.